# Genil
Il Genil (Singilis in età romana) è un fiume spagnolo, principale affluente del fiume Guadalquivir, in Andalusia.
Il Genil nasce dalle montagne della Sierra Nevada, a nord del suo picco più alto (Mulhacén).
Il Genil scorre lungo le città di Granada, Loja, Puente Genil e Écija.
Confluisce nel Guadalquivir vicino a Palma del Río.
Il fiume nasce nella provincia di Granada, attraversando i comuni di Güéjar Sierra, Pinos Genil, Cenes de la Vega, Granada, Vegas del Genil, Santa Fe, Chauchina, Fuente Vaqueros, Láchar, Pinos Puente, Moraleda de Zafayona, Íllora, Villanueva Mesía, Huétor-Tájar, Salar, Loja e Algarinejo. Entra poi in provincia di Cordova, attraversando i comuni di Iznájar e Rute. Segna per un tratto il confine tra questa provincia e quella di Malaga, attraversando i comuni in di Cuevas de San Marcos (MA), Encinas Reales (CO), Cuevas Bajas (MA), Benamejí (CO), Palenciana (CO), Lucena (CO) e Alameda (MA). Scorre poi a cavallo delle province di Cordova e Siviglia, interessando i comuni di Badolatosa (SE), Aguilar de la Frontera (CO), Puente Genil (CO), Santaella (CO), Estepa (SE), Herrera (SE), Écija (SE) e Palma del Río (CO), dove confluisce nel Guadalquivir.

## Schema del corso del fiume

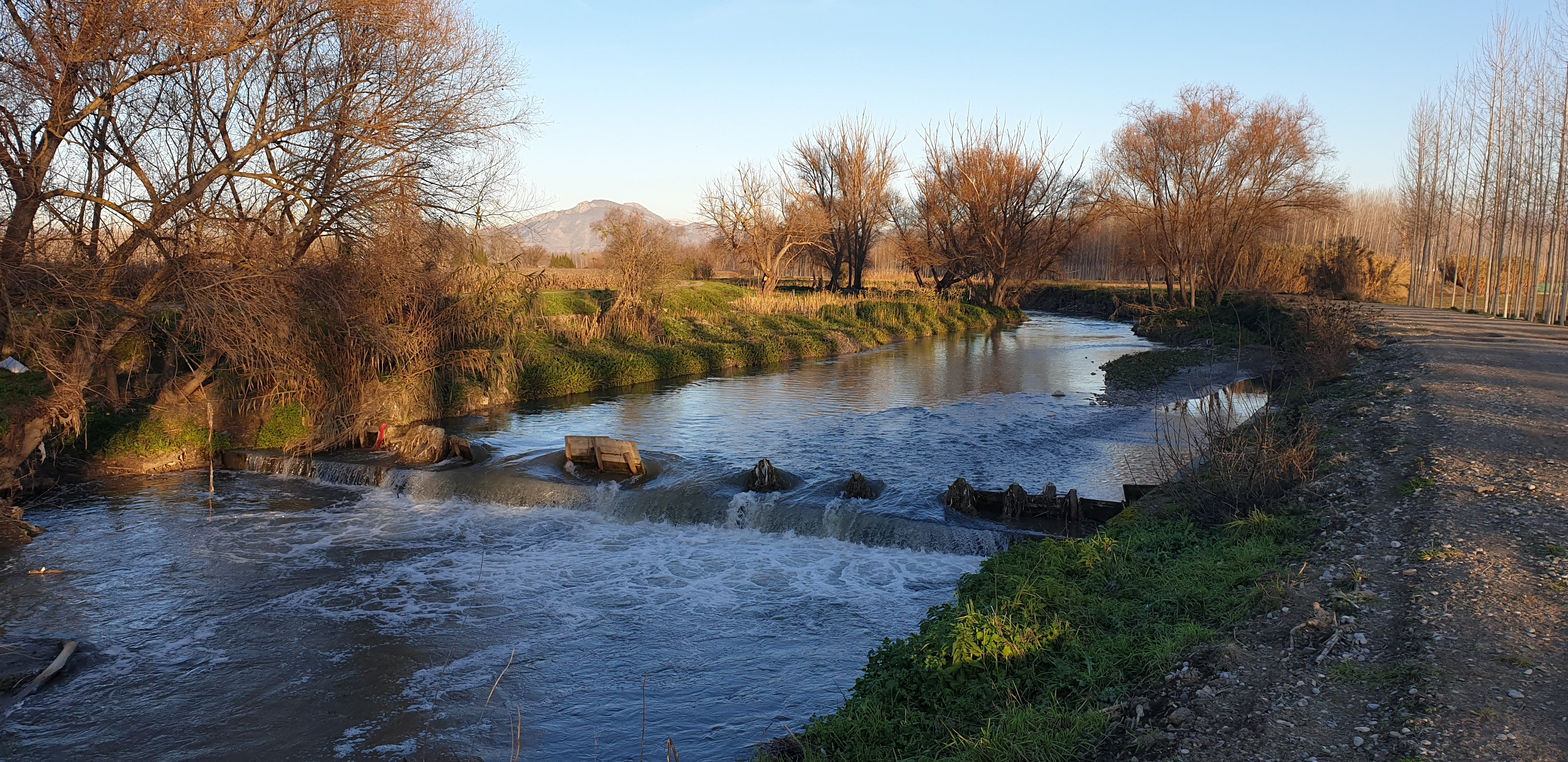
Il Genil nel tratto che passa per il comune di Fuente Vaqueros, Granada

| Sponda sinistra                | Sponda sinistra      | Sponda sinistra        | Sponda destra   | Sponda destra | Sponda destra |
| Affluenti                      | Div. amm.            | Comuni                 | Comuni          | Div. amm.     | Affluenti     |
| ------------------------------ | -------------------- | ---------------------- | --------------- | ------------- | ------------- |
|                                | Granada              | Güéjar Sierra          | Güéjar Sierra   | Granada       |               |
| Pinos Genil                    | Granada              |                        |                 | Granada       |               |
| Cenes de la Vega               | Granada              |                        |                 | Granada       |               |
| Monachil                       | Granada              | Granada                | Granada         | Granada       | Darro Beiro   |
| Dílar                          | Granada              | Vegas del Genil        | Vegas del Genil | Granada       |               |
|                                | Granada              | Granada                |                 | Granada       |               |
| Santa Fe                       | Granada              |                        |                 | Granada       |               |
| Chauchina                      | Granada              | Fuente Vaqueros        |                 | Granada       |               |
| Fuente Vaqueros                | Fuente Vaqueros      | Cubillas               |                 | Granada       |               |
| Láchar                         | Granada              | Fuente Vaqueros        |                 | Granada       |               |
| Láchar                         | Granada              | Pinos Puente           |                 | Granada       |               |
| Pinos Puente                   | Granada              |                        |                 | Granada       |               |
| Moraleda de Zafayona           | Granada              | Pinos Puente           |                 | Granada       |               |
| Moraleda de Zafayona           | Granada              | Íllora                 |                 | Granada       |               |
| Moraleda de Zafayona           | Granada              | Villanueva Mesía       |                 | Granada       |               |
| Cacín                          | Granada              | Huétor-Tájar           | Huétor-Tájar    | Granada       | Vilanos       |
|                                | Granada              | Salar                  | Huétor-Tájar    | Granada       |               |
| Loja                           | Granada              |                        | Huétor-Tájar    | Granada       |               |
| Frío                           | Granada              | Loja                   | Loja            | Granada       |               |
|                                | Granada              | Loja                   | Algarinejo      | Granada       | Turca         |
| Cordova                        | Iznájar              | Iznájar                | Cordova         |               |               |
| Cordova                        | Iznájar              | Rute                   | Cordova         |               |               |
| Malaga                         | Cuevas de San Marcos | Rute                   | Cordova         |               |               |
| Malaga                         | Cuevas de San Marcos | Encinas Reales         | Cordova         |               |               |
| Malaga                         | Cuevas Bajas         |                        | Cordova         |               |               |
| Cordova                        | Benamejí             |                        | Cordova         |               |               |
| Cordova                        | Benamejí             |                        | Cordova         |               |               |
| Cordova                        | Palenciana           | Benamejí               | Cordova         |               |               |
| Cordova                        | Palenciana           | Lucena                 | Cordova         |               |               |
| Malaga                         | Alameda              |                        | Cordova         |               |               |
| Siviglia                       | Badolatosa           |                        | Cordova         |               |               |
| Siviglia                       | Badolatosa           | Aguilar de la Frontera | Cordova         | Anzur Lucena  |               |
| Siviglia                       | Badolatosa           | Puente Genil           | Cordova         | Anzur Lucena  |               |
| Río de las Yeguas              | Cordova              | Puente Genil           | Puente Genil    |               |               |
|                                | Cordova              | Puente Genil           | Cordova         | Santaella     |               |
| Estepa                         | Cordova              | Puente Genil           | Siviglia        |               |               |
| Estepa                         | Siviglia             | Herrera                | Siviglia        |               |               |
| Estepa                         | Siviglia             | Écija                  | Siviglia        |               |               |
| Santaella                      | Siviglia             | Cordova                | Cabra Salado    |               |               |
| Río Blanco                     | Siviglia             | Écija                  | Écija           | Siviglia      |               |
|                                | Cordova              | Palma del Río          | Palma del Río   | Cordova       |               |
| Confluenza con il Guadalquivir |                      |                        |                 |               |               |